# Kanton Beauvais-Nord-Est
Der Kanton Beauvais-Nord-Est war bis 2015 ein französischer Kanton im Arrondissement Beauvais, im Département Oise und in der Region Picardie. Der Kanton bestand aus einem Teil der rund 90 km nördlich von Paris gelegenen Stadt Beauvais.